# 북부주 (부르키나파소)
북부주(北部州, 프랑스어: Nord)는 부르키나파소 북부에 위치한 주로 주도는 와이구야이며 면적은 16,207km2, 인구는 1,182,770명(2006년 기준)이다. 북동쪽으로는 사엘주, 동쪽으로는 중북부주, 남동쪽으로는 플라토상트랄주, 남쪽으로는 중서부주, 서쪽으로는 부클뒤무운주와 접하며 북쪽으로는 말리와 국경을 접한다. 4개 현(로룸현, 파소레현, 야텡가현, 존도마현)을 관할한다.